# Сен-Блез-дю-Бюи
Сен-Блез-дю-Бюй (фр. Saint-Blaise-du-Buis) — коммуна во Франции, находится в регионе Рона — Альпы. Департамент коммуны — Изер. Входит в состав кантона Тюллен. Округ коммуны — Гренобль.
Код INSEE коммуны — 38368. Население коммуны на 2006 год составляло 954 человека. Населённый пункт находится на высоте от 372 до 492 метров над уровнем моря. Муниципалитет расположен на расстоянии около 460 км юго-восточнее Парижа, 70 км юго-восточнее Лиона, 27 км северо-западнее Гренобля. Мэр коммуны — M. Gérard JACOLIN, мандат действует на протяжении 2001—2008 гг.
Динамика населения (INSEE):